# Moira Dela Torre
Moira Dela Torre, nata Moira Rachelle Bustamante Dela Torre (Makati, 4 novembre 1993), è una cantante filippina.

## Biografia
Moira ha fatto il suo debutto nel mondo dello spettacolo con la sua audizione alla prima edizione di The Voice of the Philippines, la versione filippina del format The Voice, cantando Hallelujah di Leonard Cohen. Dopo essere entrata nel team di apl.de.ap dei Black Eyed Peas, l'unico ad essersi girato per lei, è stata eliminata durante la fase delle battaglie.
Dopo The Voice, Moira ha avviato la sua carriera da solista con il singolo di debutto Love Me Instead, seguito dall'EP Moira. Il suo grande successo commerciale arriverà nel 2017 con la sua partecipazione alle colonne sonore di vari film filippini: Malaya, per Camp Sawi, che ha raggiunto il sesto posto nella classifica filippina, e Sundo, parte della soundtrack di The Good Son, che è arrivata quattordicesima in classifica.
Il 26 novembre 2017 Moira ha vinto il festival Himig Handog per la migliore canzone d'amore filippina con Titibo-tibo. Il brano ha trascorso due settimane al primo posto nella Philippine Hot 100, rendendo Moira la prima cantante filippina a raggiungere la vetta della neonata classifica dei singoli più venduti a livello nazionale.

## Discografia

### Album in studio
- 2018 – Malaya
- 2020 – Patawad
- 2021 – Halfway Point (Reimagined)

### EP
- 2014 – Moira
- 2018 – Knots (con Nieman)

### Singoli
- 2014 – Love Me Instead
- 2015 – Home
- 2017 – Torete
- 2017 – Malaya
- 2017 – Sundo
- 2017 – Be My Fairytale
- 2017 – Titibo-tibo
- 2018 – Tagpuan
- 2018 – You Are My Sunshine
- 2018 – Anong nangyari sa ating dalawa
- 2018 – Kahit maputi na ang buhok ko
- 2018 – Kung akin ang mundo (con Erik Santos)
- 2018 – Tell Nobody (con Nieman)
- 2018 – We Could Happen
- 2018 – My Sweet Escape (con AJ Rafael)
- 2018 – It Came Upon a Midnight Clear (con AJ Rafael)
- 2019 – Ikaw at ako (con Jason Marvin)